# 愛知県立一宮工科高等学校
愛知県立一宮工科高等学校（あいちけんりつ いちのみやこうかこうとうがっこう）は、愛知県一宮市千秋町にある公立高等学校。

## 設置学科

### 課程の種類
全学科全日制課程である。

### 機械・電気系
1年次は以下の3学科共通のカリキュラム。1年次の終盤に学科を選択する。
- IT工学科
- 機械科
- 電気科

### 建設系
1年次は以下の2学科共通のカリキュラム。1年次の終盤に学科を選択する。
- 建築デザイン科
- 都市工学科

## 沿革
- 1963年（昭和38年） - 開校。
- 2021年（令和3年）4月 - 一宮工科高等学校に校名変更[1]。電気科をIT工学科と電気科に分離、建築科を建築デザイン科、土木科を都市工学科に改称。

## 資格
取得が推奨されている資格

### 全科共通
- 危険物取扱者
- 計算技術検定
- 情報技術検定
- 日本漢字能力検定

### 機械科
- ボイラー技士
- テクニカルイラストレーション技能士

### 電気科
- 工事担任者（卒業後AI第3種及びDD第3種の一部科目免除）
- 電気主任技術者（卒業後に実務経験をつめば第三種の取得可）
- 電気工事士（卒業後第二種の筆記試験免除）
- 情報処理技術者試験
  - ITパスポート
  - 基本情報技術者
- ラジオ音響技能検定
- ディジタル技術検定

### 建築デザイン科
- 建築施工管理技士（卒業後二級の学科試験の受験可）
- 建築士
  - 木造建築士

### 都市工学科
- 土木施工管理技士（卒業後二級の学科試験の受験可）
- 測量士・測量士補
- 車両系建設機械運転者

## 主な出身者
- 一丸安貴 - 競輪選手
- 本多勇喜 - プロサッカー選手・京都サンガF.C.所属